# Iodure de baryum
L'iodure de baryum est un composé inorganique de formule brute BaI2 . Le composé existe sous la forme d'un anhydre et d'un hydrate (BaI2(H2O)2), qui sont tous deux des solides blancs. Lorsqu'il est chauffé, l'iodure de baryum dihydraté se transforme en sel anhydre. La forme hydratée est soluble dans l'eau, l'éthanol et l'acétone .

## Structure
La structure de la forme anhydre ressemble à celle du chlorure de plomb(II) avec chaque centre Ba lié à neuf ligands iodure et possède une structure cristalline assez similaire à BaCl2

## Réactions
L'iodure de baryum anhydre peut être préparé en traitant le métal Ba avec du 1,2-diiodoéthane dans de l'éther .
L'iodure de baryum réagit avec les composés alkylpotassium pour former des composés organobaryum.
L'iodure de baryum peut être réduit avec du biphénylide de lithium, pour donner une forme hautement active de baryum métallique.

## Sécurité
Comme tous les sels de baryum, l'iodure de baryum est un composé toxique.